# 부리돌기

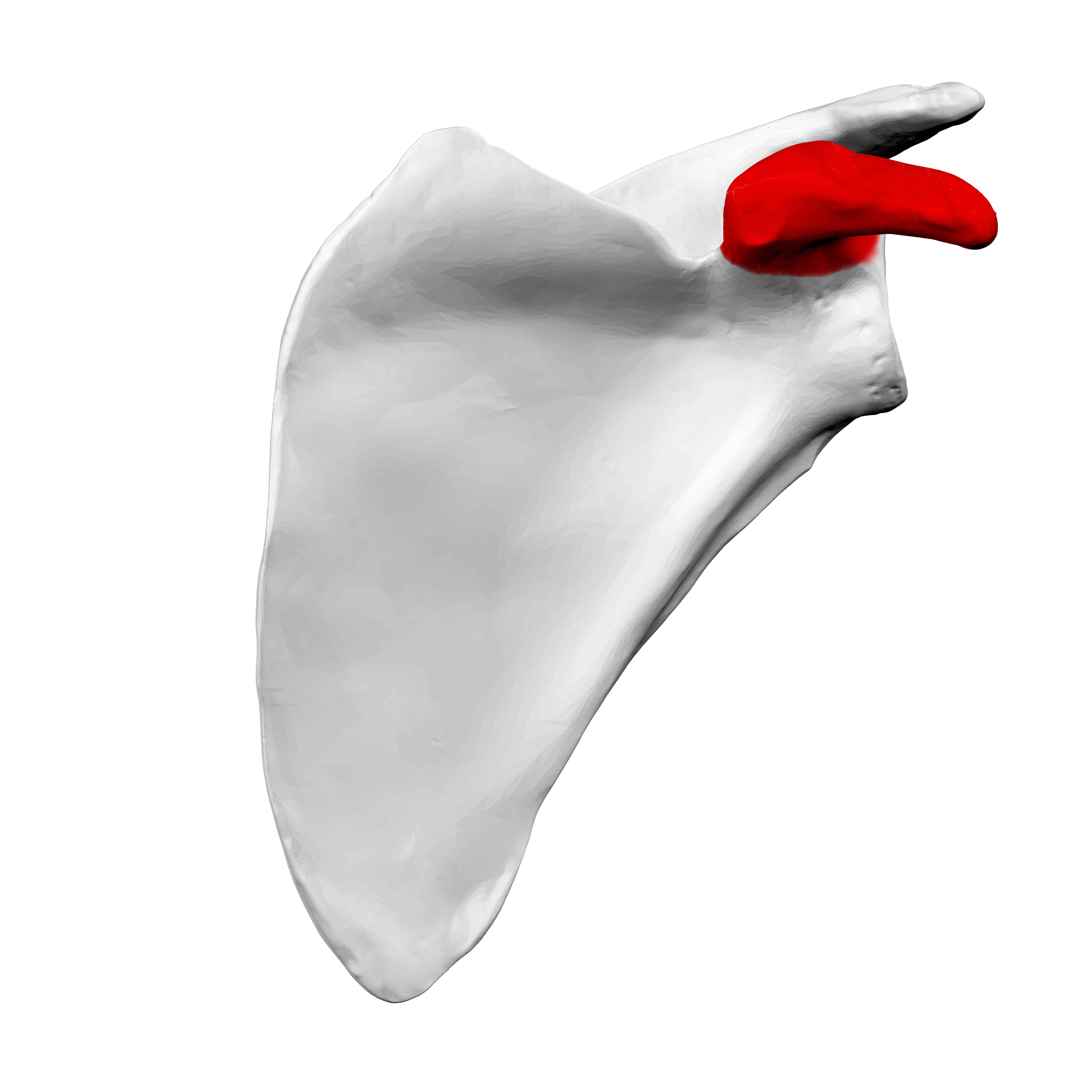
왼쪽 어깨뼈. 전면 그림. 부리돌기는 빨간색으로 표시되어있다.

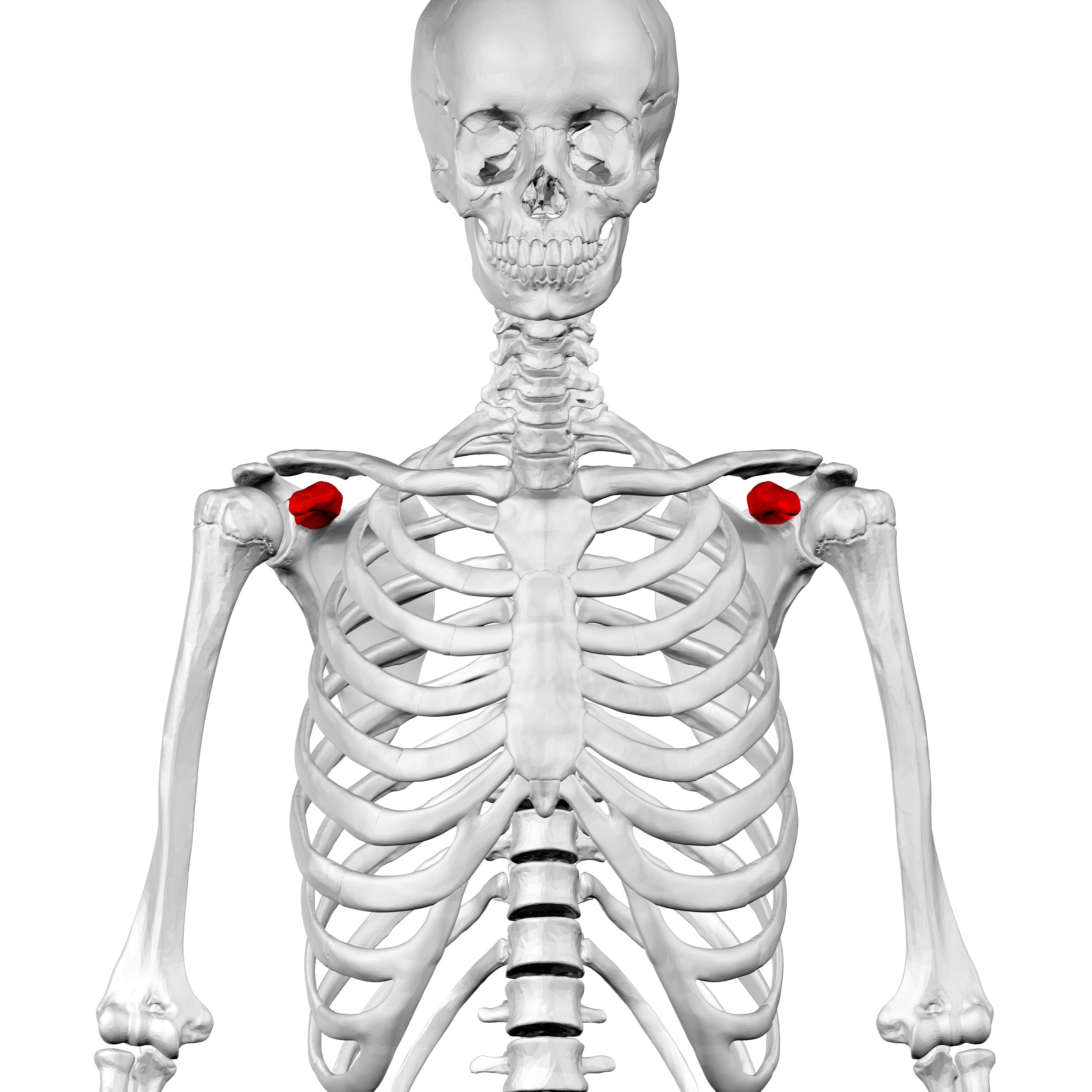
전면 그림. 부리돌기는 빨간색으로 표시되어있다.

부리돌기(coracoid process) 또는 오훼돌기(烏喙突起)는 어깨뼈 위쪽의 앞쪽의 바깥쪽에 있는 작은 갈고리 모양의 구조다. Coracoid는 그리스어에서 온 단어로 까마귀의 부리와 비슷하다는 의미이다.
부리돌기에는 위팔두갈래근의 짧은머리 힘줄, 부리위팔근의 힘줄, 작은가슴근의 힘줄이 붙어있다.

## 같이 보기
- 부리위팔근(오훼상완근)
- 어깨뼈봉우리